# Youth Against Settlements

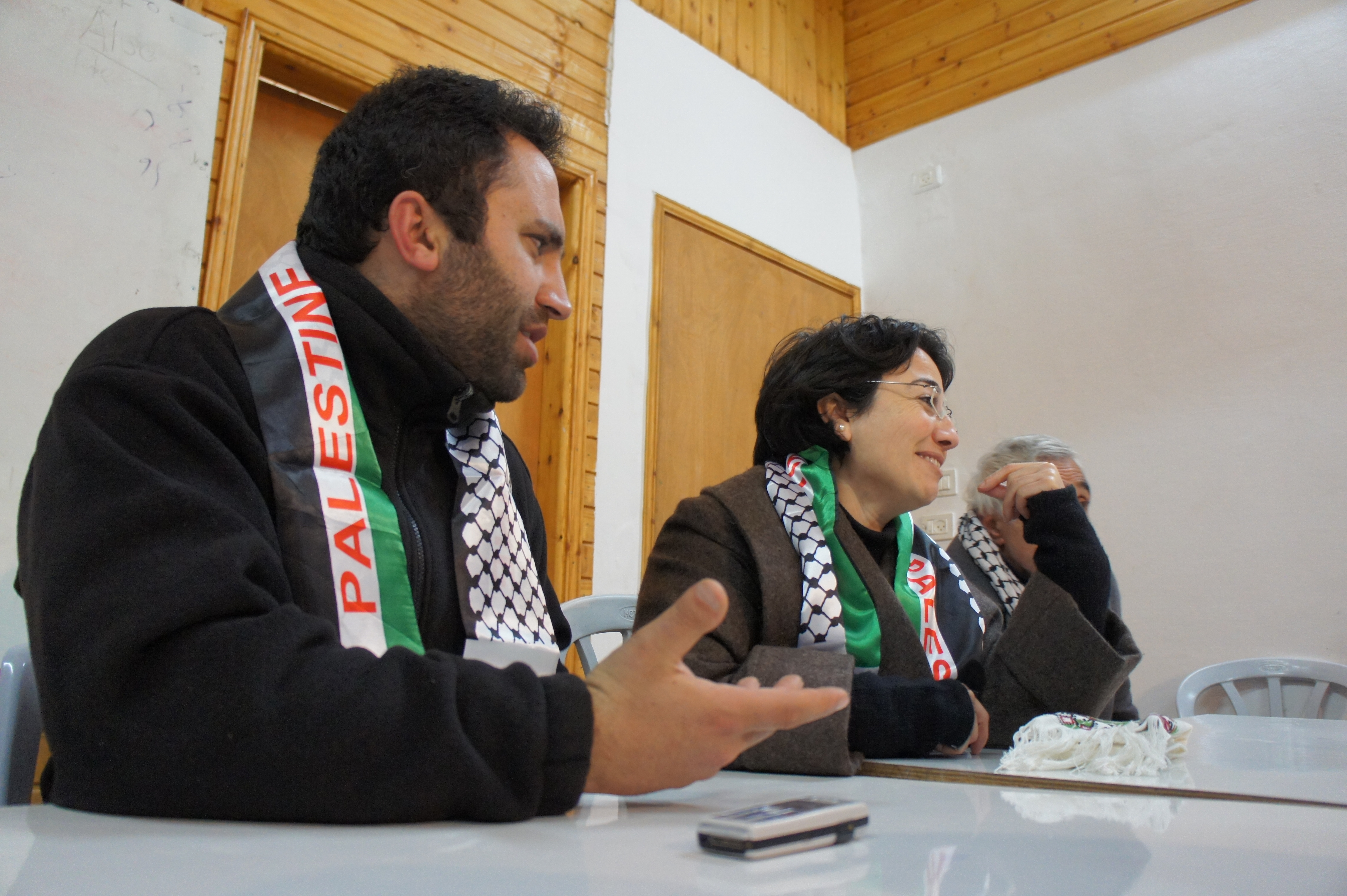
Issa Amro und Hanin Soabi im Haus der Youth Against Settlements in Hebron (2012)

Youth Against Settlements (YAS) ist eine palästinensische Organisation, die sich gegen die israelischen Siedlungen im von Israel besetzten Westjordanland einsetzt. 

## Geschichte
Die Organisation wurde 2007 in Hebron gegründet; seit 2012 wird sie von Issa Amro geleitet. Ihren Sitz hat sie in einem Haus im Stadtteil Tel Rumeida, das die Organisation nach jahrelangen Kampagnen und Prozessen von israelischen Siedlern zurückerhielt. Die YAS hat etwa 30 Mitarbeiter, die Palästinenser unterstützen, die in Bedrängnis geraten sind. Ihr Hauptwerkzeug dabei ist eine Kamera, mit der die Aktivisten Menschenrechtsverletzungen dokumentieren. Wöchentlich organisiert die YAS gewaltfreie Demonstrationen gegen israelische Siedlungen; außerdem lädt sie zu Lesungen und Filmvorführungen ein. Die YAS unterstützt Bewohner Hebrons bei der Renovation ihrer Häuser, und sie berät sie bei Rechtsfragen. An vielen Tagen begleiten YAS-Mitarbeiter Schulkinder zur Schule. Die YAS hat auch den ersten palästinensischen Kindergarten in dem als H2 bekannten Teil von Hebron gegründet. Sie nimmt federführend an den Protesten teil, die die Wiedereröffnung der von Israel blockierten Shuhada-Straße in Hebron zum Ziel haben.
Aktivisten der YAS haben 2012 vor den Vereinten Nationen in New York und 2014 vor dem Hohen Flüchtlingskommissariat der Vereinten Nationen (UNHCR) in Genf gesprochen. Issa Amro, der Organisator der YAS, wurde mehrfach von israelischen Behörden verhaftet.

## Auszeichnungen
2024 wurden Youth Against Settlements und Issa Amro mit dem Right Livelihood Award ausgezeichnet.